# Верхняя Шорсирма
Ве́рхняя Шорсирма́ (чув. Тури Шурҫырма) — деревня в Цивильском районе Чувашской Республики. Входит в состав Богатырёвского сельского поселения.

## География
Находится в северной части Чувашии на расстоянии приблизительно 13 км на запад по прямой от районного центра города Цивильск.

## История
Известна с 1858 года как околоток деревни Вторая Шаксубина (ныне не существует) с 24 дворами и 165 жителями. В 1897 году было учтено 215 жителей, в 1926 — 51 двор, 228 жителей, в 1939—243 жителя, в 1979—117. В 2002 году было 32 двора, в 2010 — 22 домохозяйства. В период коллективизации был образован колхоз «1-е Мая», в 2010 году действовало КФХ «Коротников».

## Население
Постоянное население составляло 88 человек (чуваши 100 %) в 2002 году, 63 в 2010.